# ГПЗ-10
Десятый государственный подшипниковый завод (ГПЗ-10) — российский подшипниковый завод, расположенный в Ростове-на-Дону.
Предприятие специализируется на производстве различных типов подшипников и автомобильных компонентов.
Количество сотрудников на 2020 год — 229 человек. Чистый доход — 64 318 000 рублей. Размер территории — 32,5 гектар, адрес: город Ростов-на-Дону, улица Пескова, 1.

## История

### СССР
Основан 15 октября 1938 года на базе мастерской по ремонту подшипников. Эта дата считается началом истории развития ГПЗ-10.
Мастерская размещалась в здании бывшей Новопоселенской церкви на Пятой улице, где на сегодняшний день находится ростовский Дворец Спорта. Производительность труда работников мастерской составляла 80 тысяч реставрированных подшипников в год. Процесс становления и развития предприятия имеет свои особенности. Преодолевались трудности отсутствия подготовленных кадров, опыта точного производства, отечественной сырьевой и технической базы.
В период Великой Отечественной войны Ростовская ремонтно-подшипниковая мастерская вместе с оборудованием была эвакуирована в город Баку. В Баку, во время Великой Отечественной войны, шарикоподшибниковым заводом руководил Малышкин Николай Иванович. Впоследствии завод был назван ГПЗ-10.Особую трудовую доблесть и мужество проявил коллектив предприятия, успешно выполняя задания правительства по производству подшипников и заказов для фронта. В марте 1945 года принято решение об организации в городе Ростове-на-Дону завода по реставрации шарико-роликовых подшипников, а с апреля 1946 году было запущено производство послевоенной продукции, под руководством первого директора Малышкина Николая Ивановича.
Приказом Министра автомобильной промышленности СССР № 84 от 12.11.1955 года, ремонтно-подшипниковый завод был реорганизован в Десятый государственный подшипниковый завод (ГПЗ-10). Завод успешно развивался вместе с другими подшипниковыми предприятиями страны, специализируясь на выпуске шариковых подшипников: радиальных, радиально-сферических, радиально-упорных и упорных, постоянно совершенствуя организацию и материально-техническую базу. В течение многих лет развитие завода в значительной степени определялось общими тенденциями отечественного подшипникового производства. Профессиональный опыт и традиции коллектива способствовали активному внедрению новых технических достижений в производство
В середине 1980-х годов завод достиг производительности в 75 миллионов штук подшипников в год.

### Российская Федерация
В 1993 году завод преобразован в ОАО «ГПЗ-10». К этому времени предприятие уже было со сложившейся специализацией и кооперационными связями. Среди потребителей предприятия уже многие годы были ведущие автомобильные заводы России и СНГ. Это ГАЗ, ВАЗ, УАЗ, УралАЗ, Белаз, МАЗ, КРАЗ и другие. Завод производил более 18 процентов от всего объёма выпускаемой товарной продукции подшипниковых предприятий России.
В 2019 году выручка завода составила 596,5 млн рублей. По этому показателю завод занимал 7 место среди российских производителей подшипников.
В 2020 году завод теряет крупного клиента (КАМАЗ), в связи с чем меняет собственника. Новый собственник также владеет другим подшипниковым заводом, бывшим Опытным заводом НПО ВНИПП в Сергиевом Посаде (ныне «ОК-ЛОЗА»).